# Львівські вісті
Львівські вісті — щоденна газета українською мовою для дистрикту Галичини, яку видавали у Львові в 1941—1944 роках.

## Історія газети
Заснована «Українським видавництвом» у Львові як щоденник для Дистрикту Галичина, фактично була наступницею газети «Українські щоденні вісті». Перший номер газети «Львівські вісті» вийшов 10 серпня 1941 року, останній — 19 липня 1944 року. Газету друкували в «Українському видавництві», що розміщувалось на вул. Сокола, 4 (нині — вулиця Ковжуна). Загалом вийшло не менше 884 чисел газети.
Першим головним редактором «Львівських вістей» був Євген Яворівський. Після ліквідації щоденної газети «Українські щоденні вісті» — орган управи міста, який виходив з 5 липня до 24 серпня 1941 року, відповідальним редактором став Осип Боднарович, що перебував на цій посаді до своєї смерті 27 червня 1944 року. Яворівський став його заступником. Працювати в газету «Львівські вісті» перейшли всі співробітники «Українських щоденних вістей». Згодом більшість їх перейшла до «Українського видавництва». У редакції «Львівських вістей» залишився Остап Тарнавський, Степан Конрад та Ярослав Шав'як. Після смерті Боднаровича обов'язки відповідального редактора виконував Мирослав Семчишин, котрий, разом із журналістом Володимиром Барагурою, працював в уряді уповноваженого в справах преси дистрикту Галичина Ґеорґа Лемана. Відповідальними редакторами газети були: Ґустав Андрашко, Осип Боднарович, Мирослав Семчишин (червень — липень 1944 року).
Через жорстку німецько-нацистську цензуру обов'язковими були публікації щодо перебігу подій на фронтах та у світі, антирадянська й антиєврейська пропаганда, систематично інформували своїх читачів про розпорядження Генерального губернатора, забороняли писати про майбутнє України. Окрім цензури, обсяги друку газети були обмежені кількістю паперу, що виділяли. Проте газета все ж відображала суспільне, економічне та культурне життя Львова й Галичини в умовах окупації.
Основними рубриками у газеті були: «З Головної квартири Фірера», «Тижневий огляд військових дій», «Бої з большевиками», «Короткі вісті», «З останньої хвилини», «Політичні вісті», «Одним словом», «В кількох рядках», «З життя України», «З наших міст, містечок і сіл», «Новинки», «Що приносить день», «З концертової залі», «З театру», «Бібліографія», «З нових видань», «Культурна хроніка», «Спортова хроніка», «Гумор», «З українського гумору», «Сміх — це здоров'я», «Смішне», «Трибуна читача».
Газета також мала додатки: «„Львівські вісті“: надзвичайне видання» (1941—1943) та «Літературно-мистецькі вісті» (1942).
Серед авторів газети були: Микола Бараболяк, Василь Баричко, Олександр Ващенко, Осип Губчак, Микита Думка, Ростислав-Роман Єндик, Едвард Жарський, Борис Кудрик, Володимир Ласовський, Роман Осінчук, Михайло Островерха, Богдан Романенчук, Іван Чинченко, Юліян Тарнович, Володимир Савченко, Лев Шанковський, Василь Барвінський, Василь Витвицький, Іван Копач, Михайло Возняк, Леонід Лиман, Зіновій Лисько, Роман Сімович, Станіслав Людкевич. Частину матеріалів підписано криптонімами.